# Kirill Kilpalin
Kirill Vasilévich Kilpalin (en cirílico ruso: Кирилл Васильевич Килпалин, Khailino, Distrito de Oliutorsky, Krai de Kamchatka, 5 de octubre de 1930-5 de diciembre de 1991) fue un pintor y escritor ruso de etnia alutor.

## Biografía
Nació en una familia de pastores de renos; educado siempre por su madre al fallecer su padre cuando tenía un año, toda su vida fue cazador y estudió en la Escuela de Arte de Vladivostok durante dos años.
En 1957, participó en una exposición colectiva en Vladisvostok y en 1990 fue admitido en la Unión de Artistas de la URSS.